# Al Casey (Rockmusiker)
Alvin W. „Al“ Casey (* 26. Oktober 1936 in Long Beach, Kalifornien; † 17. September 2006 in Phoenix, Arizona) war ein US-amerikanischer Gitarrist, der in den 1950er und 1960er Jahren häufig als Studiomusiker eingesetzt wurde.

## Leben
Seine Karriere startete Casey als Jugendlicher in Phoenix (Arizona), wo er vom Produzenten Lee Hazlewood mit dem Country-Sänger Sanford Clark bekannt gemacht wurde. Casey begleitete Clark bei Titeln wie The Fool und Lonesome For A Letter. Danach wirkte er in Eddie Clearwaters Hintergrundband als Pianist mit und schrieb einige von Clearwaters frühen Hits. Zudem arbeitete er bis Mitte der 1960er Jahre als Hintergrundmusiker in Los Angeles und Phoenix, unter anderem wieder für Sanford Clark.
Mit seiner Band, der Al Casey Combo, brachte er einige Instrumentalsingles heraus, die einen Mix aus Rock, Blues und Jazz darstellen. Die meisten Platten veröffentlichte er in den Jahren 1962 und 1963 bei der Chicagoer Plattenfirma Stacy. Dort erzielte Casey auch seine größten Erfolge. Im Frühjahr 1962 kam er in den Hot 100 des US-Musikmagazins Billboard mit Cookin auf Platz 92. Im Sommer desselben Jahres erreichte der Titel Jivin' Around bei den Hot 100 Platz 71, während er in den Rhythm-and-Blues-Charts Rang 22 belegte. Den größten Hit verzeichnete er mit Surfin’ Hootenanny, der bei den Hot 100 im Juli 1963 Platz 48 belegte. Damit war sein Erfolg jedoch schon beendet, da Stacy den Betrieb einstellte. Casey nahm danach keine weiteren Platten auf, schloss sich aber einer sich stets verändernden Gruppe von Sessionmusikern an, die in Fachkreisen The Wrecking Crew genannt wurde und die Instrumentation zu einer Vielzahl von Hits anderer Interpreten beisteuerte.
Al Casey starb am 17. September 2006 im Alter von knapp 70 Jahren in Phoenix. Wegen seiner Verdienste um die Rockabilly-Musik als stilprägender Gitarrist wurde er in die Rockabilly Hall of Fame aufgenommen.

## US-Charts bei Billboard
| Einstieg | Titel              | Hot 100 | R&B |
| -------- | ------------------ | ------- | --- |
| 4/1962   | Cookin'            | 92.     |     |
| 7/1962   | Jivin' Around      | 71.     | 22. |
| 7/1963   | Surfin' Hootenanny | 48.     |     |

## US-Diskografie

### Vinyl-Singles
| A/B-Seite                                   | Katalog-Nr.    | veröffentl. |
| ------------------------------------------- | -------------- | ----------- |
|                                             | MCI            |             |
| If I Told You / Pink Panter                 | 1004           | 10/1956     |
|                                             | Dot            |             |
| Juice / A Fool's Blues                      | 15524          | 12/1956     |
| Guitar Man / Come What May                  | 15563          | 04/1957     |
|                                             | RPM            |             |
| Snake Eyed Mama / Kiss Of Love (& Don Cole) | 502            | 11/1957     |
|                                             | Liberty        |             |
| Willa Mae / She Gotta Shake                 | 55117          | 12/1957     |
|                                             | Highland       |             |
| Give'n Up / (Got The) Teen-Age Blues        | 1002           | 02/1958     |
| Night Beat / The Stinger                    | 1004           | 09/1960     |
|                                             | United Artists |             |
| The Stinger / Keep Talking                  | 158            | 02/1959     |
| Jivin’ Around / Doi’n the Shotish           | 494            | 09/1962     |
|                                             | Blue Horizon   |             |
| Cookin’ / Hot Foot                          | 925            | 04/1961     |
|                                             | Stacy          |             |
| Cookin' / Hotfoot                           | 925            | 02/1962     |
| Jivin’ Around / Doi’n the Shotish           | 936            | 07/1962     |
| Laughin' / Chicken Feathers                 | 950            | 11/1962     |
| Doin' It / Monte Carlo                      | 956            | 03/1963     |
| Full House / Love Call                      | 561            | 05/1963     |
| Surfin' Hootenanny / Easy Pickin'           | 562            | 0 6/1963    |
| Guitars, Guitars, Guitars / Surfin' Blues   | 964            | 09/1963     |
| What Are We Gonna Do In '64 / Cookin'       | 971            | 01/1964     |

### Langspielplatten
| Titel              | Katalog-Nr. | veröffentl. |
| ------------------ | ----------- | ----------- |
| Surfin' Hootenanny | Stacy 100   | 1963        |

## Compact Discs*
| Titel                  | Label       | veröffentl. |
| ---------------------- | ----------- | ----------- |
| A Man For All Sessions | Bear Family | 2001        |
| I'm a Guitar Man       | El Toro     | 2011        |
| Surfin' Hootenanny     | Sundazed    | 1996        |

* in Deutschland vertrieben